# Elizabeth Medora Leigh
Elizabeth Medora Leigh (Swynford Paddocks, Cambridgeshire, Inglaterra 15 de abril de 1814 - Versols-et-Lapeyre, Occitania, Francia 28 de agosto de 1849) era la tercera hija de Augusta Leigh. Es ampliamente conocida la especulación de que su padre era Lord Byron, medio hermano de su madre, a pesar de que el marido de su progenitora, el coronel George Leigh era su padre oficial.

## Primeros años
Tres días después de su nacimiento, Byron visitó a Augusta y la recién nacida. Más tarde escribió a una amiga, Lady Melbourne: "Oh! pero vale la pena– no te puedo decir por qué– y no es un simio y si lo fuera– tendría que ser por mi culpa"; había una creencia popular, común en el siglo XIX, de que un niño nacido de una relación incestuosa probablemente sería deforme. Byron se vio forzado al exilio de Inglaterra a raíz del escándalo que rodeó su ruptura con su esposa Annabella Milbanke y su sospechosa relación con Augusta.
El segundo nombre de la niña es el de la heroína del poema de Byron El Corsario. En la familia, era llamada Elizabeth o "Libby", pero más tarde utilizó preferentemente el nombre de Medora.

## Vida posterior
Medora Leigh tuvo una vida corta y atribulada. Siendo adolescente, tuvo un romance con su cuñado Henry Trevanion, casado con su hermana mayor Georgiana, y huyó con él. Trevanion fue el padre de su hija Marie Violette (19 de mayo de 1834-1873), quién profesaría como monja católica en Francia en 1856 bajo el nombre de "hermana de St. Hilaire". Leigh y su hija fueron mantenidas financiera y emocionalmente durante varios años por la esposa de Byron, Annabella Milbanke, y por la única hija legítima de Byron, Ada Lovelace. Milbanke dijo a Lovelace que Leigh era su medio hermana pues Byron era su padre.

### Medora
"Medora" es el nombre de una de las heroínas en el poema de Byron El Corsario, el cual fue escrito en Newstead Abbey durante tres semanas en enero de 1814 cuando el poeta y una embarazada Augusta permanecieron allí atrapados por la nieve. Aun así, el marido de Augusta, George, nunca cuestionó la paternidad de Medora, y creció entre sus hermanos y hermanas inconsciente de que pudiera ser la primera de las tres hijas de Byron.
De hecho, fueron entretenidos por los suegros de Augusta en la casa familiar en Leicestershire por varias semanas después de que Byron se casó con Annabella Milbanke. En ese momento Augusta escribió a su cuñada sobre Medora: "El parecido con Byron... la hace parecer muy alegre". En otra carta, sabiendo que sería mostrada a Byron, "Aquí viene Medora".
Medora solo supo de su posible paternidad cuando ella y su hija fueron asistidas financieramente por Augusta Ada Byron (más conocida por su nombre de casada Ada Lovelace), quien fue también su soporte emocional cuando Medora cayó en desgracia. Ni Medora ni su madre conocieron a la otra hija de Byron con Claire Clairmont, Allegra Byron, que murió a los cinco años en 1822 en un convento italiano.
Medora tenía seis (posibles medio) hermanos de su madre y su marido el coronel George Leigh del 10.º de dragones. Una de sus hermanas, Georgiana Augusta Leigh, se casó con Henry Bettesworth Trevanion. El matrimonio entre Georgiana y Henry no fue armonioso y Medora era a menudo utilizada como "carabina". Como resultado, la vida de Medora se complicó.
El padre, el coronel Leigh, descubrió que Medora se había quedado embarazada de su cuñado Henry Trevanion. Así que la envió a un discreto establecimiento en Maida Vale, Londres, donde jóvenes de clase alta iban a tener en secreto su descendencia ilegítima. Henry arregló antes su escapada juntos.

## Francia
Henry Bettesworth Trevanion y Medora llegaron a Normandía, donde ella dio a luz un mortinato. Aun así, Henry estaba tan encaprichado que no la abandonó.
Henry instaló a Medora en un antiguo castillo en ruinas cerca de Morlaix, en Francia. Allí vivieron haciéndose pasar por hermanos, debido a su parecido físico. Sin aportes de dinero de ninguna parte, se vieron reducidos a la pobreza; debido a su origen aristocrático, nunca consideraron rebajarse a trabajar manualmente. En su exilio usaban como apellido Aubin. En 1833 Henry y Medora vivían en Bretaña, en Carhaix. 
Medora se volvió católica y declaró su intención de entrar en un convento. Aun así, volvió a quedar embarazada de Henry. La abadesa era tolerante y le buscó alojamiento fuera del convento, donde un bebé vivo nació el 19 de mayo de 1834; fue bautizada Marie Violette Trevanion el 21 de mayo de 1834.
Debido a la pobreza y la enfermedad, la pareja finalmente tuvo que suplicar por dinero a sus familias. El padre de Henry, el Mayor John Purnell Bettesworth Trevanion de Caerhays Castle, Cornualles, pensaba que Medora era la culpable de la situación. Envió a uno de los tíos de Henry a Bretaña para persuadirle de que regresara a Inglaterra. Henry rechazó abandonar a Medora. Augusta Maria (Byron) Leigh ahora mantenía a su otra hija Georgiana y sus tres hijos, pero envió todo el dinero que pudo a Medora. Aun así, Augusta acabó perdiendo el contacto con su hija, quien había enfermado en Bretaña después de una serie de abortos involuntarios.
En 1838, Henry Trevanion y Medora Leigh finalmente se separaron de manera definitiva. En una autobiografía, Medora más tarde escribió que Henry "se había dado a la religión y disparar". Él murió en 1855 en Bretaña, Francia.
Medora se fue al sur de Francia con su hija Marie Violette, quién más tarde entró en un convento y profesó como Hermana Saint Hillaire. Se dice que Marie Violette murió en la orden en 1873.
Leigh tuvo un romance con un oficial francés que también la abandonó. Finalmente acabó con su sirviente, un exsargento llamado Jean-Louis Taillefer con quien se fue a vivir en el sur de Aveyron (una región montañosa del suroeste francés) en Versols et Lapeyre (cerca de Saint-Affrique y Sylvanes). Tuvo un hijo con Taillefer, Elie, (27 de enero de 1846-29 de enero de 1900), quien más tarde se hizo sacerdote católico en Aveyron. Leigh se casó con Taillefer el 23 de agosto de 1848.

## Muerte
Murió un año después, el 28 de agosto de 1849 en Versols-et-Lapeyre, Aveyron, siendo enterrada en el cementerio de la localidad.